# Шудиковски натпис
Шудиковски натпис хришћанскога руха је писани споменик манастира Шудикова.
Шудиковски квадер пронашао је током 1923. и 1924. г. тадашњи професор гимназије у Беранама, Душан Вуксан, који је вршио аматерска откопавања остатака поменутог манастира, тада у рушевинама. 50их година XX века овај артефакт пренет је у Полимски музеј у Беранама, где се и данас налази. 
Овај камени квадер димензија 0,94 х 0,87 х 0,54 m био је 1923–1924. г. као и пре тога уграђен, као античка сполија, у јужни довратник западног зида првобитне цркве Ваведења Богородичиног у оквиру манастира Шудикова. Са горње и све четири бочне стране овај квадер садржи уклесане знаке, из чега јасно следи да је првобитно био замишљен као слободно стојећи објекат. 
Од његовог открића, више деценија предмет је научних и псеудонаучних контроверзи. Истакнуто место у натпису на Шудиковском квадеру заузима знак односно урезан чак пет пута, што је протобугарски знак за реч Тенгри, врховно божанство Турака и туркијских Протобугара. Реч је о натпису будући да смењивање, понављање и варирање знакова на њему указује смислене симболе односно запис. Такође, обзиром на слободан положај самог квадера у простору, може се са закључити да је његова првобитна намена била култна, и то највероватније паганског купта. 
Александар Лома је означио овај споменик као протобугарски, те да припада протобугарској писмености. По њему споменик је могао бити дело протобугарских избеглица – пагана који су крајем IX в. у време ширења хришћанства у њиховој постојбини, праћеног репресијом, образовали енклаву на територији Србије.
На гробљу у Будимљи око цркве, која је постојала још пре 12. века, налазили квадери исписани рунама или знацима сличним на Шудиковском камену, али су уништени од стране локалног становништва током ширења гробља.
Српски лингвиста Данило Барјактаревић (1910-1988) посматрао је шудиковске петроглифе као комбинацију стилизованих грчких и ћириличких слова, сличних тајнопису, и покушао је да их као такве прочита. 
Иван Пудић (1909-1981) је понудио нов поглед на шудиковски натпис. Сматрао је реч о ромејским зидарским натписима, документованим на великом броју споменика. 
Мирко Барјактаровић (1912-2005) сматрао је да знаци писма на квадеру потичу од Бугара јер су у 6. веку на Алтају Монголи имали истоветне знаке са "рунама" из Шудикове . Треба напоменути да је Мирко Барјактаровић 1995. године направио прегледну рекапитулацију старијих гледишта, без новијих тумачења.
Радомир Илић је 2019. изнео теорију да су знаци на  шудиковском натпису претече глагољице и ћирилице и да су то оне "чрте и резе" које су користили Словени пре глагољице и ћирилице и које помиње Црноризац Храбар.